# Kiwi (Harry Styles)
Kiwi is een nummer van de Britse zanger Harry Styles uit 2017. Het is de derde single van zijn titelloze debuutalbum.
Het nummer is een van de meer seksueel openlijke nummers op het album en bevat teksten over sigaretten, sterke drank, een femme fatale en een one night stand. Styles vertelde BBC Radio 1 dat het nummer "begon als een grap, nu is het een van mijn favoriete nummers. Het is een van de eerste die ik voor het album schreef toen ik er veel energie uit kreeg". In de Vlaamse Ultratop 50 bereikte het nummer een bescheiden 39e positie.

## Hitnoteringen

### Vlaamse Ultratop 50
| Hitnotering: (Week 1 t/m 3) 13-01-2018 t/m 27-01-2018 Hitnotering: (Week 4) 10-02-2018 Hitnotering: (Week 5) 10-03-2018 Hitnotering: (Week 6 t/m 7) 24-03-2018 t/m 31-03-2018 | Hitnotering: (Week 1 t/m 3) 13-01-2018 t/m 27-01-2018 Hitnotering: (Week 4) 10-02-2018 Hitnotering: (Week 5) 10-03-2018 Hitnotering: (Week 6 t/m 7) 24-03-2018 t/m 31-03-2018 | Hitnotering: (Week 1 t/m 3) 13-01-2018 t/m 27-01-2018 Hitnotering: (Week 4) 10-02-2018 Hitnotering: (Week 5) 10-03-2018 Hitnotering: (Week 6 t/m 7) 24-03-2018 t/m 31-03-2018 | Hitnotering: (Week 1 t/m 3) 13-01-2018 t/m 27-01-2018 Hitnotering: (Week 4) 10-02-2018 Hitnotering: (Week 5) 10-03-2018 Hitnotering: (Week 6 t/m 7) 24-03-2018 t/m 31-03-2018 | Hitnotering: (Week 1 t/m 3) 13-01-2018 t/m 27-01-2018 Hitnotering: (Week 4) 10-02-2018 Hitnotering: (Week 5) 10-03-2018 Hitnotering: (Week 6 t/m 7) 24-03-2018 t/m 31-03-2018 | Hitnotering: (Week 1 t/m 3) 13-01-2018 t/m 27-01-2018 Hitnotering: (Week 4) 10-02-2018 Hitnotering: (Week 5) 10-03-2018 Hitnotering: (Week 6 t/m 7) 24-03-2018 t/m 31-03-2018 | Hitnotering: (Week 1 t/m 3) 13-01-2018 t/m 27-01-2018 Hitnotering: (Week 4) 10-02-2018 Hitnotering: (Week 5) 10-03-2018 Hitnotering: (Week 6 t/m 7) 24-03-2018 t/m 31-03-2018 | Hitnotering: (Week 1 t/m 3) 13-01-2018 t/m 27-01-2018 Hitnotering: (Week 4) 10-02-2018 Hitnotering: (Week 5) 10-03-2018 Hitnotering: (Week 6 t/m 7) 24-03-2018 t/m 31-03-2018 | Hitnotering: (Week 1 t/m 3) 13-01-2018 t/m 27-01-2018 Hitnotering: (Week 4) 10-02-2018 Hitnotering: (Week 5) 10-03-2018 Hitnotering: (Week 6 t/m 7) 24-03-2018 t/m 31-03-2018 | Hitnotering: (Week 1 t/m 3) 13-01-2018 t/m 27-01-2018 Hitnotering: (Week 4) 10-02-2018 Hitnotering: (Week 5) 10-03-2018 Hitnotering: (Week 6 t/m 7) 24-03-2018 t/m 31-03-2018 | Hitnotering: (Week 1 t/m 3) 13-01-2018 t/m 27-01-2018 Hitnotering: (Week 4) 10-02-2018 Hitnotering: (Week 5) 10-03-2018 Hitnotering: (Week 6 t/m 7) 24-03-2018 t/m 31-03-2018 | Hitnotering: (Week 1 t/m 3) 13-01-2018 t/m 27-01-2018 Hitnotering: (Week 4) 10-02-2018 Hitnotering: (Week 5) 10-03-2018 Hitnotering: (Week 6 t/m 7) 24-03-2018 t/m 31-03-2018 |
| Week: | 1 | 2 | 3 | | 4 | | 5 | | 6 | 7 | |
| --- | --- | --- | --- | --- | --- | --- | --- | --- | --- | --- | --- |
| Positie: | 40 | 46 | 43 | uit | 49 | uit | 50 | uit | 39 | 49 | uit |

### NPO Radio 2 Top 2000
| Nummer met noteringen in de NPO Radio 2 Top 2000 | '23 | '24  |
| ------------------------------------------------ | --- | ---- |
| Kiwi                                             | 831 | 1060 |

1. ↑  Een vetgedrukt getal geeft de hoogste notering aan.
2. ↑  2023 was het eerste jaar met een notering voor dit nummer.